# Cloreto de rutênio(III)
Cloreto de Rutênio(III) é o composto químico com a fórmula RuCl3. "Cloreto de Rutênio(III)" refere-se mais comumente ao composto RuCl3·xH2O. 